# Маджента (цвет)
Мадже́нта — цветовой термин, означающий ряд пурпурных цветов. В XXI веке наиболее известно два стандартизованных варианта мадженты. В модели RGB маджента является вторичным цветом, получаемым при аддитивном смешении основных красного и синего цветов в равных пропорциях. В системе CMYK маджента является основным цветом (наряду с циановым и жёлтым).
Маджента — дополнительный цвет по отношению к зелёному: тело цвета мадженты поглощает зелёную часть спектра видимого диапазона. Как и все пурпурные цвета, маджента не является спектральным цветом, так как образуется аддитивным сложением как минимум двух волн из разных мест спектра.

## История и терминология
Варианты цвета, дополнительного зелёному, были известны давно и использовались живописцами. В зависимости от тона они либо считались «красным» (см. RYB), либо не имели широкого распространения, так как более светлые в синем диапазоне красители были или дороги, или блёклы, или нестабильны. Нередко в качестве эталона мадженты рассматривают краситель фуксин. «Маджента» (фуксин) — один из первых анилиновых красителей, создан в 1856 году и впервые широко использовался[кем?] как антисептик в битве при Мадженте (1859 год) в северной Италии, откуда его название. Близкий цвет сольферино получил своё имя в то же время в сходных обстоятельствах после битвы при Сольферино.
В английском языке слово «magenta» является общепринятым наименованием вариантов пурпурного цвета с видимым преобладанием красного, в отличие от близкого к фиолетовому «purple». Во французском и немецком языках под «пурпуром» («pourpre» и «purpur» соответственно) обычно понимается именно маджента, так что в этих двух языках отдельный цветовой термин не распространён. Примером такого употребления является «Теория цвета» Гёте, написанная в начале XIX века. Некоторые современные комментаторы указывают, что Гёте впервые указал на важность этой части цветового круга для понимания цветовосприятия.

## Три основные исторические вариации цвета маджента

### Первоначальный цвет (1860)
Первоначально название «маджента» получил пигмент фуксин, изготовлявшийся из каменноугольной смолы. В дальнейшем словом стали называть цвет пигмента. Цвет также называется «насыщенной маджентой» (rich magenta). Ранее цвет пигмента назывался словом «фуксин» или словом «розеин», но в 1860 году был переименован в честь битвы при Мадженте в рекламных целях.

### Типографская маджента
В цветной печати «типографская маджента» — один из трёх основных цветов, участвующих в субтрактивном синтезе; этот цвет ближе к малиновому. Получил распространение в 1890-х годах вместе с моделью CMYK, когда газеты начали публиковать цветные комиксы. В английском языке носит несколько названий: «process magenta», «pigment magenta», «printer’s magenta». Как следует из названия, цвет применяется в основном для цветной печати.
Типографская маджента отсутствует в модели RGB, а чёткого соответствия между основными цветами CMYK и RGB не существует. Поэтому есть несколько вариантов того, как должна выглядеть на печати типографская маджента. Справа приведён наиболее распространённый вариант.
Цветные карандаши и мелки, помеченные как «маджента», также окрашены в этот цвет.

### Электронная маджента (веб-цветфуксия)
«Электронная маджента» (electric magenta) — один из трёх дополнительных цветов в модели RGB, создан для компьютерной цветопередачи[прояснить] и образуется при смешении красного и синего цветов в равных долях. На колесе цветов RGB маджента располагается между розовым и фиолетовым. В цветовой модели HSV ему соответствует тон (hue) 300°. Электронная маджента и фуксия — один и тот же цвет. В списке цветов HTML маджента выступает как псевдоним фуксии.
Будучи распечатанным на бумаге,[неоднозначно] этот цвет называется «фуксией» и имеет менее яркий оттенок, чем на экране.

## Дополнительные вариации цвета маджента

### Бледная маджента
Изображённый справа цвет называется «бледной маджентой» (pale magenta) или «светло-розовой фуксией» (light fuchsia pink).

### Светлая маджента
Изображённый справа цвет называется «светлой маджентой» (light magenta) или «розовой фуксией» (fuchsia pink).

### Ультра-розовый
Изображённый справа цвет называется «ультра-розовым» (ultra pink). В 1972 году фирма Crayola использовала его под таким названием в цветовой гамме своих карандашей, в 1990 году переименовала его в «шокирующий розовый», хотя обычно так называют более яркий оттенок розового цвета.

### Ярко-розовый цвет
Насыщенный розовый цвет цветов фуксии известен в мире моды под названием «шоки́рующий ро́зовый» (англ. shocking pink). Название появилось благодаря цвету упаковки для флакона духов «Schoking» (1937 год) модельера Эльзы Скиапарелли: 

Надо, чтобы название начиналось на букву «S» — из-за моего суеверия… А цвет сам попался мне на глаза — блестящий, невероятный, нескромный, пленительный, полный жизни, подобный свету, объединённый цвет всех птиц и рыб в мире, цвет Китая и Перу, совсем не западный, шокирующий, чистый, интенсивный… И я назвала свои духи «Schocking», то есть «Шокирующие».— Эльза Скиапарелли. Моя шокирующая жизнь:150.
 Впоследствии этот оттенок розового стал своего рода фирменной маркой модельера:483, которая использовала его не только для нарядов, шляпок, упаковки и косметики:154, но и на ярлыках изделий и в оформлении своего магазина (Париж, Вандомская площадь, 21).
Иногда этот цвет называют «неоново-розовым» (neon pink).

### Небесная маджента
Изображённый справа цвет называется «небесной маджентой» (sky magenta) или «средним лавандово-розовым» (medium lavender pink). Этот цвет перекликается с цветом неба рядом с солнцем в тот короткий период, когда розовый цвет заката переходит в синий цвет сумерек. Небесная маджента входила в набор карандашей «venus paradise», популярный в 1950-е годы. Образец цвета справа был взят с фотографии такого карандаша на распродаже на eBay.
По ссылке можно увидеть снимок неба цвета «небесной мадженты», сделанный фотографом Дэвом Хорном.

### Яркая маджента
Изображённый справа цвет называется «яркой маджентой» (hot magenta), был создан фирмой Crayola в 1972 году.
В 1990 году фирма Crayola выпустила карандаш такого цвета, назвав его «purple pizzaz». В 2008 году появился третий карандаш такого же цвета, получивший название «famous». Причины, по которым в одной упаковке потребовалось несколько карандашей одного цвета, неизвестны.

### Тёмная маджента
Справа изображён веб-цвет «тёмная маджента» (dark magenta).